# Canton de Lyons-la-Forêt
Le canton de Lyons-la-Forêt est une ancienne division administrative française située dans le département de l'Eure et la région Haute-Normandie.

## Géographie
Ce canton était organisé autour de Lyons-la-Forêt dans l'arrondissement des Andelys. Son altitude variait de 44 m (Rosay-sur-Lieure) à 181 m (Fleury-la-Forêt) pour une altitude moyenne de 136 m.

## Représentation

### Conseillers d'arrondissement (de 1833 à 1940)
| Période                                  | Période      | Identité                           | Étiquette       | Qualité |
| ---------------------------------------- | ------------ | ---------------------------------- | --------------- | --- |
| 1833                                     | 1839         | M. Avisse                          |                 | Propriétaire, maire de Lyons                                                                                |
| 1839                                     | 1843 (décès) | Henri Eugène Labour (1789-1843)    |                 | Ancien notaire aux Andelys, juge de paix à Lyons-la-Forêt                                                   |
| 1843                                     | 1848         | Antoine Avisse                     |                 | Juge de paix à Lyons-la-Forêt                                                                               |
|                                          |              |                                    |                 | |
| 1880                                     | 1898         | Antoine Denis Colombel (1825-1909) |                 | Notaire, maire de Lyons-la-Forêt                                                                            |
| 1898                                     | 1928         | Georges-Ernest Milliard            | Républicain     | Banquier à Lyons-la-Forêt                                                                                   |
| 1928                                     | 1940         | Étienne Dufour                     | Union nationale | Agriculteur, maire de Beauficel                                                                             |
| 1940                                     |              |                                    |                 | Les conseils d'arrondissement ont été suspendus par la loi du 12 octobre 1940 et n'ont jamais été réactivés |
| Les données manquantes sont à compléter. |              |                                    |                 | |

### Conseillers généraux de 1833 à 2015
- De 1833 à 1848, les cantons d'Ecos et de Lyons-la-Forêt avaient le même conseiller général. Le nombre de conseillers généraux était limité à 30 par département.

| Période | Période      | Identité                              | Étiquette                  | Qualité |
| ------- | ------------ | ------------------------------------- | -------------------------- | --- |
| 1833    | 1841 (décès) | Baron Louis Pierre Édouard Bignon     | Gauche                     | Ancien ministre plénipotentiaire Député (1815, 1817-1823, 1827-1837) Pair de France                                 |
| 1842    | 1848         | André Alexandre Legrand dit de Guitry | Droite                     | Cultivateur, maire de Guitry, Député (1849-1851)                                                                    |
| 1848    | 1887 (décès) | Comte Louis Alexis de Valon           | Droite légitimiste         | Propriétaire à Rosay-sur-Lieure Secrétaire d'ambassade Député de la Corrèze (1842-1846)                             |
| 1887    | 1940 (décès) | Comte René de Valon                   | URD                        | Capitaine de cavalerie (R), Conseiller municipal de Rosay-sur-Lieure Fils de Louis de Valon                         |
|         |              |                                       |                            | |
| 1943    | 1945         | Étienne Dufour (1883-1947)            | Droite                     | Agriculteur Conseiller d'arrondissement, maire de Beauficel Nommé conseiller départemental en 1943                  |
|         |              |                                       |                            | |
| 1945    | 1964         | Edgard Sizaire (1883-1970)            | RGR                        | Maire de Lyons-la-Forêt                                                                                             |
| 1964    | 2008         | Henri Collard                         | UNR puis UDF-Rad. puis UMP | Médecin Maire de Lyons-la-Forêt (1965-2008) Sénateur (1981-1998) Président du conseil général de l'Eure (1982-2001) |
| 2008    | 2015         | Thierry Plouvier                      | UMP                        | Clerc de notaire Maire de Lyons-la-Forêt depuis 2008 Élu en 2015 dans le canton de Romilly-sur-Andelle              |

## Composition
Le canton de Lyons-la-Forêt regroupait treize communes et comptait 4 070 habitants (recensement de 1999 sans doubles comptes).
| Communes           | Population (2012) | Code postal | Code Insee |
| ------------------ | ----------------- | ----------- | ---------- |
| Beauficel-en-Lyons | 185               | 27480       | 27048      |
| Bézu-la-Forêt      | 188               | 27480       | 27066      |
| Bosquentin         | 67                | 27480       | 27094      |
| Fleury-la-Forêt    | 253               | 27480       | 27245      |
| Les Hogues         | 568               | 27910       | 27338      |
| Lilly              | 74                | 27480       | 27369      |
| Lisors             | 332               | 27440       | 27370      |
| Lorleau            | 137               | 27480       | 27373      |
| Lyons-la-Forêt     | 795               | 27480       | 27377      |
| Rosay-sur-Lieure   | 464               | 27790       | 27496      |
| Touffreville       | 277               | 27440       | 27649      |
| Le Tronquay        | 391               | 27480       | 27664      |
| Vascœuil           | 339               | 27910       | 27672      |

## Démographie
| 2012  |
| ----- |
| 4 543 |